# Gymnopilus tropicus
Gymnopilus tropicus là một loài nấm thuộc họ Cortinariaceae.